# Sărulești (Buzău)
Săruleşti é uma comuna romena localizada no distrito de Buzău, na região de Muntênia. A comuna possui uma área de 33.65 km² e sua população era de 1448 habitantes segundo o censo de 2007.